# Brisingamen

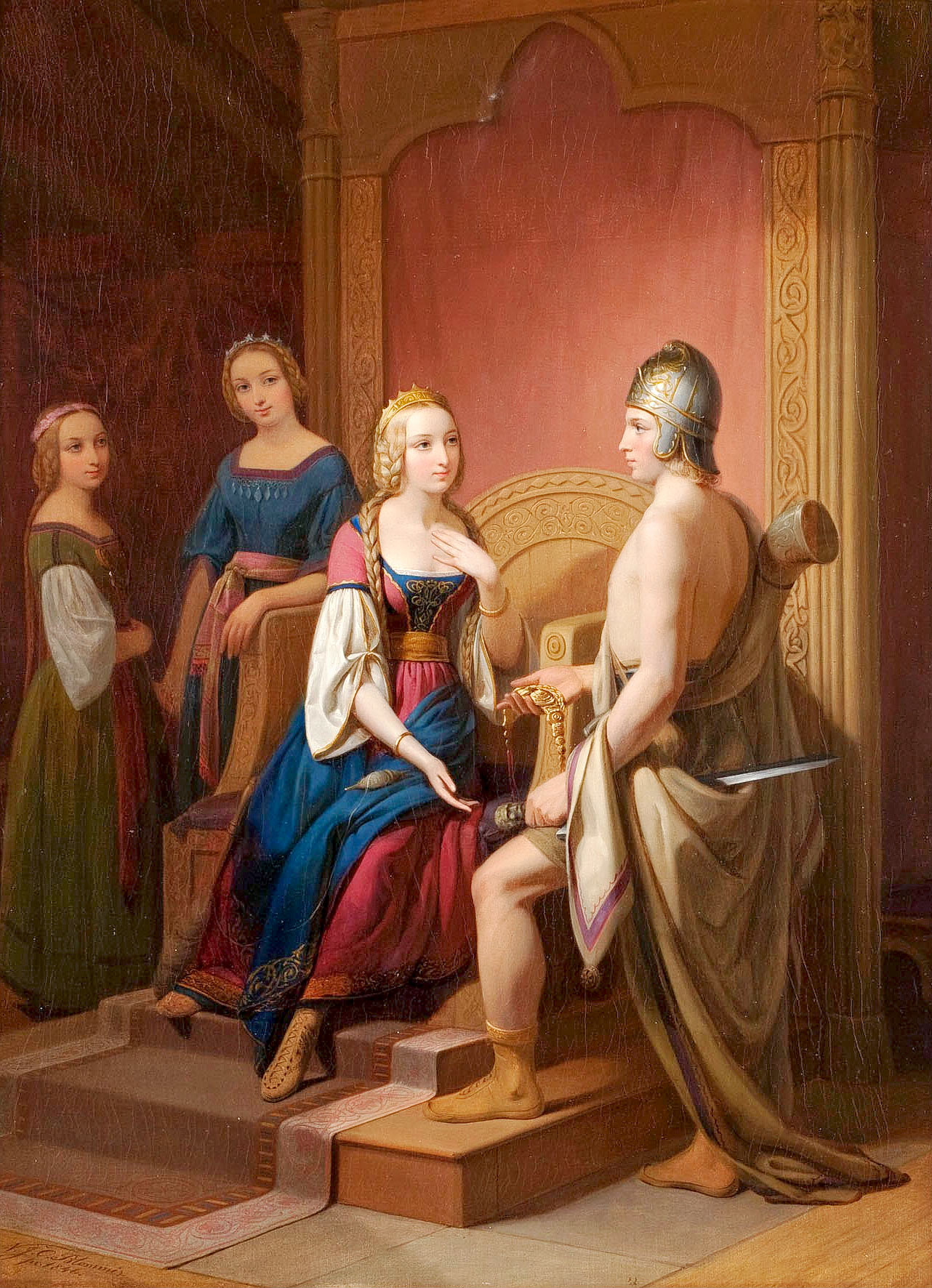
Heimdall devuelve el Brisingamen robado por Loki a Freyja

Se dice que Brisingamen era el collar (principalmente de ámbar) de la diosa Freyja en la mitología escandinava. 
El Brisingamen también fue llevado por Thor cuando se disfrazó de Freyja para casarse con el gigante Þrymr.
El collar estuvo asimismo en posesión de Loki tras robárselo a Freyja, como nos relata Húsdrápa. Cuando Freyja se despertó sin él, le pidió a Heimdal que le ayudara a buscarlo. Finalmente, encontraron al ladrón, que resultó ser Loki transformado en foca. Por ello, Heimdal se convirtió igualmente en foca y luchó con Loki. Tras un largo combate, Heimdal venció y devolvió el Brisingamen a Freyja.
El collar también es referido en el Beowulf anglosajón como Brosinga mene o "Collar de los Brosings". La breve mención en el Beowulf es como sigue: 

... desde que Hama se alejó

a la ciudad brillante el collar de Brosings,

filigrana figurada de gemas. Él ganó el odio

de Hermanarico el Godo, escogió la recompensa eterna.

Este fragmento parece confundir dos historias diferentes. El Beowulf se refiere claramente a la Þiðrekssaga, en la cual el guerrero Heimr (Hama en inglés antiguo) se enfrenta a Hermanarico, rey de los godos, y tiene que huir de su reino después de robarle. Después de un tiempo, Hama entra en un monasterio y cede a los monjes todo el tesoro robado. Sin embargo, en esta saga no se hace mención alguna del gran collar. Es posible que el escritor del Beowulf se confundiera o bien que inventara la historia del collar con el fin de poder sacar a colación el nombre de Hermanarico. En cualquier caso, el collar que recibe Beowulf en la historia no es el Brisingamen mismo, sino otro comparado con este.
El Brisingamen también aparece en una segunda versión evemerizada del Sörla þáttr, el cual relata cómo Freya o Freyja consigue su collar "Brisingamen"; forjado por cuatro enanos (llamados Dvalinn, Alfrik, Berling y Grer). A pesar de que ella les ofrece oro y plata, ellos le piden, a cambio del collar, que ella pase una noche con cada uno. Finalmente, freya acepta y consigue su collar.

## En la Cultura Popular
- Alan Garner escribió una novela de fantasía para niños titulada The Weirdstone of Brisingamen (La extraña piedra de Brisingamen) que trata sobre un brazalete encantado.
- En la serie de televisión Witches of East End, se puede apreciar en un flashback que la vida original de Freya (la expulsada de Asgard), llevaba puesto un collar muy parecido al descrito en los mitos nórdicos.
- Los cantautores Pascu y Rodri, del canal de Youtube Destripando la Historia, compusieron un tema sobre Freyja en el cual se hace mención del collar.
- En las novelas 86 Eighty-Six escritas por Asato Asato, el nombre del collar es usado para la identificación de un escuadrón de 86.

- Datos: Q917766